# Breitenberg (Gemeinde St. Martin)
Breitenberg ist eine Ortschaft in der Marktgemeinde St. Martin im Bezirk Gmünd in Niederösterreich mit 10 Einwohnern (Stand 1. Jänner 2024).

## Geografie
Die Rotte befindet sich nördlich von Bad Großpertholz etwas oberhalb des linken Ufers der Lainsitz an einer Nebenstraße, die zur Gmünder Straße führt, und zählt zur Katastralgemeinde von St. Martin, an deren südwestlicher Grenze sie liegt. In der angrenzenden Katastralgemeinde Harmannschlag ist ebenso eine Ortslage Breitenberg verzeichnet, die dort aber nur aus einem Gehöft besteht.
Am 1. April 2020 umfasste die Ortschaft 5 Adressen.

## Geschichte
Weiskern beschrieb den Ort als Dorf der Herrschaft Weitra und Gochnat nannte Harmanschlag mit Breitenberg in einem Atemzug, obwohl Harmanschlag zwei Kilometer entfernt liegt.
Laut Adressbuch von Österreich waren im Jahr 1938 in Breitenberg keine Gewerbetreibenden ansässig.